# محمد العامري
محمد العامري (1971 -)، ممثل ومخرج إماراتي، حاز عرضه (رحل النهار) وهو من إخراجه وتأليف إسماعيل عبد الله، بجائزة الدورة الثالثة عشرة لمهرجان المسرح العربي في مدينة الدار البيضاء بالمغرب. وحصدت مسرحية "زغنبوت" جوائز الدورة 32 من أيام الشارقة المسرحية. 

## حياته الفنية
كان أول عمل ظهر فيه كممثل مسرحية «كوت بو مفتاح» مع المخرج عبد الله المناعي بعام 1989.
شارك في العديد من المهرجانات المحلية والعربية والدولية ونالت مسرحياته العديد من الجوائز كما حاز على جائزة أفضل مخرج أكثر من مرة، له بصمة في تطور المسرح الإماراتي.
إضافة إلى التمثيل والإخراج مارس العمل في الإضاءة والديكور، وحصد جوائز عديدة كأفضل إضاءة وأفضل ديكور وأفضل سينوغرافيا وذلك في أكثر من عمل مسرحي وأكثر من مهرجان، له إسهامات كثيرة على مستوى الكتابة للمسرح والتلفزيون. 
شارك في العديد من المهرجانات المحلية كعضو لجنة التحكيم ومنها عضو لجنة التحكيم في مهرجان الكويت المسرحي الثاني عشر 2011، كما أشرف على العديد من الورش والفعاليات الفنية لدولة الإمارات، وقدم مجموعة من البرامج لصالح قناة الشارقة التي عملها بها.     

## من أعماله

### أعمال التلفزيون
- 1995: الكشاف.
- 1996: سفينة الأحلام ... بدور شبوط.
- 1998: زهور وجدران - سباعية.
- 1998: النداء الأخير - سهرة تلفزيونية.
- 1999: بنت الشمار ... بدور صقر.
- 2000: حاير طاير - الجزء الثاني.
- 2000: ابن سحتوت.
- 2001: الكفن ... بدور عبيد.
- 2001: حاير طاير - الجزء الثالث.
- 2003: شمس القوايل ... بدور محمد.
- 2003: رحلة الأنتقام ... بدور قاسم.
- 2004: غصات الحنين.
- 2005: حاجز الصمت ... بدور عواد.
- 2005: الدريشة ... بدور يوسف.
- 2005: صحوة زمن.
- 2005: حاير طاير - الجزء الرابع.
- 2006: نجمة الخليج.
- 2006: جمرة غضى ... بدور عبد الحكيم.
- 2007: أزهار مريم.
- 2008: أبلة نورة ... بدور طارق.
- 2008: ريح الشمال ... بدور سيف.
- 2008: حاير طاير - الجزء الخامس.
- 2009: دروب المطايا ... بدور سيف.
- 2010: ما أصعب الكلام ... بدور راشد.
- 2010: طماشة - الجزء الثاني.
- 2010: زمن طناف ... بدور عامر.
- 2010: ريح الشمال - الجزء الثاني ... بدور سيف.
- 2011: نوح الحمام ... بدور عيسى.
- 2011: طماشة - الجزء الثالث.
- 2012: ريح الشمال - الجزء الثالث ... بدور سيف.
- 2012: طماشة - الجزء الرابع.
- 2013: صمت البوح ... بدور خالد.
- 2014: بحر الليل.
- 2014: طماشة - الجزء الخامس.
- 2015: دبي لندن دبي.
- 2016: خيانة وطن.
- 2017: آخر المطاف ... بدور بدر.
- 2017: طماشة - الجزء السادس.
- 2017: قلب العدالة ... بدور خالد.
- 2023:زغنبوت [11] [12]

### المسرحيات
- كوت بو مفتاح.
- صهيل الطين.
- بالأمس كانو اهنا.
- اللوال.
- حرب النعل.[13]